# Кремнёв, Валерий Иванович
Вале́рий Ива́нович Кремнёв (3 февраля 1939, Кунцево, Московская область — 15 декабря 2016, Москва) — советский и российский режиссёр кино и дубляжа, сценарист. Заслуженный деятель искусств Российской Федерации (1996).

## Биография
Окончил исторический факультет МГУ, в 1964 году — режиссёрский факультет ВГИКа (мастерская Е. Дзигана). Снимал в основном игровое кино, а также сюжеты для киножурналов «Фитиль» и «Ералаш».
Умер в 2016 году. Похоронен на Троекуровском кладбище.

## Фильмография

### Режиссёр
- 1963 — Ты не один (с Э. А. Гавриловым)
- 1965 — Мимо окон идут поезда (с Э. А. Гавриловым)
- 1968 — Встречи на рассвете (с Э. А. Гавриловым)
- 1969 — Последние каникулы
- 1972 — Право на прыжок
- 1974 — Ералаш (выпуск №1, сюжет "Ну, почему мы так говорим???")
- 1975 — Пузырьки
- 1978 — Однокашники
- 1982 — Детский мир
- 1983 — Хозяйка детского дома
- 1986 — Очная ставка
- 1989 — Вход в лабиринт

### Режиссёр дубляжа
- 1974 — Пиаф / Piaf
- 1974 — Дюпон Лажуа / Dupont Lajoie
- 1975 — Семь смертей по рецепту / Sept morts sur ordonnance
- 1977 — Смерть негодяя / Mort d’un pourri
- 1977 — Козерог-1 / Capricorn One
- 1978 — Дознание пилота Пиркса / Test pilota Pirxa
- 1979 — Переход / The Passage
- 1982 — Демоны в саду / Demonios en el jardín
- 1984 — Легенда Серебряного озера